# Władimir Frołow
Władimir Piotrowicz Frołow (ros. Владимир Петрович Фролов, ur. 1967, zm. 10 marca 2022) – rosyjski generał major (awansowany do tego stopnia dekretem prezydenta z 12 grudnia 2019), który zginął podczas inwazji Rosji na Ukrainę w 2022 r. Pochowany został na Cmentarzu Serafimowskim w Petersburgu 16 kwietnia 2022 r., przy czym w komunikatach na temat pogrzebu nie podano ani okoliczności, ani nawet daty jego śmierci.
Był zastępcą dowódcy stacjonującej podczas inwazji w pobliżu Mikołajowa w Ukrainie rosyjskiej 8 Armii Gwardyjskiej.